# Тюрі (волость, 2005)
Тю́рі (ест. Türi vald) — волость в Естонії, одиниця самоврядування в повіті Ярвамаа з 23 жовтня 2005 по 22 жовтня 2017 року.

## Географічні дані
Площа волості — 599 км2, чисельність населення на 1 січня 2017 року становила 9112 осіб.

## Населені пункти
Адміністративний центр — місто Тюрі.
На території волості також розташовувалися:
2 селища (alevik): Ойзу (Oisu), Сяревере (Särevere);
35 сіл (küla): 
Аркма (Arkma), Віліта (Vilita), Віллевере (Villevere), Вяльяотса (Väljaotsa), Ейамаа (Äiamaa), Енарі (Änari), Кабала (Kabala), Кагала (Kahala), Кар'якюла (Karjaküla), Кірна (Kirna), Колу (Kolu), Курла (Kurla), Кяревере (Kärevere), Лаупа (Laupa), Локута (Lokuta), Меоссааре (Meossaare), Метсакюла (Metsaküla), Мяекюла (Mäeküla), Нясувере (Näsuvere), Оллепа (Ollepa), Пала (Pala), Пийква (Põikva), Пібарі (Pibari), Поака (Poaka), Рассі (Rassi), Раукла (Raukla), Ретла (Retla), Рікассааре (Rikassaare), Саареотса (Saareotsa), Саґевере (Sagevere), Тайксе (Taikse), Торі (Tori), Тюрі-Алліку (Türi-Alliku), Тяннассілма (Tännassilma), Яндья (Jändja).

## Історія
30 червня 2005 року Уряд Естонії постановою № 153 затвердив утворення нової адміністративної одиниці шляхом об'єднання міського самоврядування Тюрі та волостей Кабала, Ойзу і Тюрі, визначивши назву нового муніципалітету як волость Тюрі. Зміни в адміністративно-територіальному устрої, відповідно до постанови, набрали чинності 23 жовтня 2005 року після оголошення результатів виборів до волосної ради нового самоврядування.
23 грудня 2016 року на підставі Закону про адміністративний поділ території Естонії Уряд країни прийняв постанову № 152 про утворення нової адміністративної одиниці — волості Тюрі — шляхом об'єднання територій двох сільських самоврядувань зі складу повіту Ярвамаа: Вяетса і Тюрі, та волості Кяру, що належала повіту Рапламаа. Відповідно до постанови зміни в адміністративно-територіальному устрої набули чинності 22 жовтня 2017 року після оголошення результатів виборів до ради новоутвореної волості.